# Dehio Burgenland 1976
Das Dehio-Handbuch – Die Kunstdenkmäler Österreichs – Burgenland erschien 1976 als 2. Band einer 1974 vom Bundesdenkmalamt begonnenen neuen österreichischen Dehio-Serie.

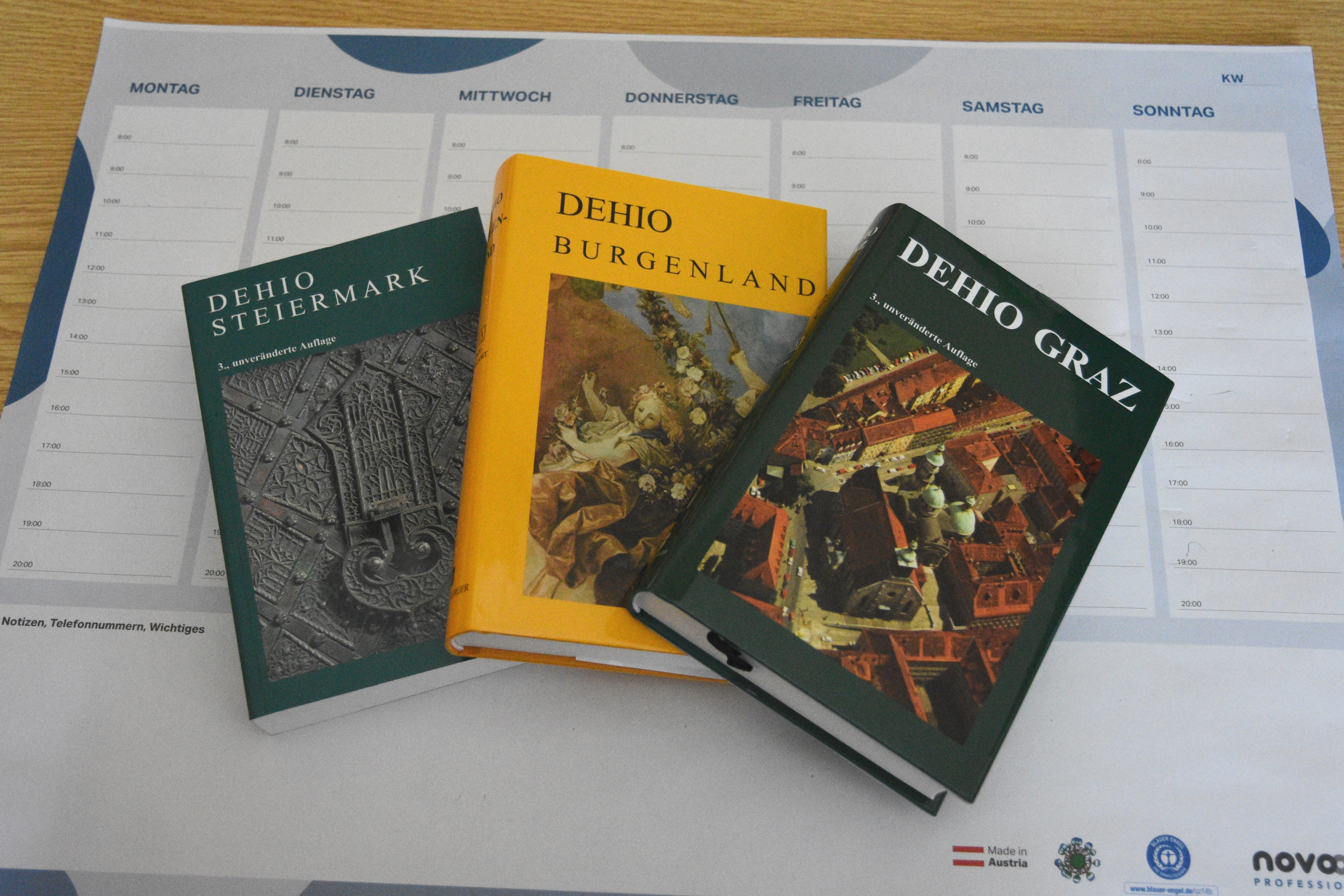
Dehio Auswahl BDA

## Erarbeitung
Der Dehio versteht sich als Basisinventar, was damals aus Sicht des Denkmalschutzes und der Denkmalpflege aus geschichtlicher, künstlerischer und kultureller Bedeutung genannt sein sollte. Da das Burgenland bei der Revision der österreichischen Dehios in den 1950er Jahren nicht einbezogen war, musste auf den ersten Dehio Burgenland von 1935, mit nur 41 Seiten, zurückgegriffen werden. Nachdem Adelheid Schmeller-Kitt 1974 die kunsttopographische Bearbeitung vom Bezirk Oberwart abgeschlossen hatte, wurde sie mit der Erarbeitung des Dehios betraut. Die Bestandsaufnahme wurde 1973 begonnen und 1975 abgeschlossen und mit Nachträgen bis Juli 1976 ergänzt. Die Ortscharakterisierungen des südlichen Burgenlandes trugen Ernst Bacher, Wolfram Helke und Horst R. Huber bei. Zwei Arbeiten, welche die Kunstgeschichte des Burgenlandes umfassend darstellten, 1929 von Dagobert Frey, Das Burgenland, seine Bauten und Kunstschätze, und von 1965 vom Landeskonservator Alfred Schmeller, Das Burgenland, wurden u. a. als Grundlagen verwendet.

## Inhalt
Dem Vorwort von Eva Frodl-Kraft, Vorstand des Instituts für österreichische Kunstforschung, folgt ein Aufsatz zur Urgeschichte von Friedrich Berg und der Aufsatz Das Burgenland in römischer und frühgeschichtlicher Zeit von Hannsjörg Ubl. Dem folgt der Aufsatz Siedlungs- und Hausformen von Clara Prickler-Wassitzky.
Darauf folgen die Orte des Burgenlandes mit Angaben zum Gebiet im Land und allfälligen Teilorten. Dem schließen sich kurze geschichtliche Angaben und eine Kurzbeschreibung des Ortes in der Landschaft und zur Art der Bebauung an. Dann folgen die Kirchen und die mit der Kirche verbundenen Objekte wie Pfarrhof, Friedhof, Kapellen und Kriegerdenkmäler. Dann folgen zumeist profane Monumentalbauten, Häuser, Museen, teils gelistet nach Straßen und Gassen, ergänzt mit technischen Denkmälern wie auch Kleindenkmälern. Abschließend sind Register wie das Künstlerverzeichnis mit genannten Künstlern mit Berufsbezeichnungen enthalten, dabei sind auch Steinmetzzeichen gelistet. Das folgende Register listet genannte Personen. Dem folgt ein Ikonographisches Verzeichnis wie auch ein Verzeichnis der Patrozinien.

## Nennungen
- Dehio-Handbuch – Die Kunstdenkmäler Österreichs – Burgenland. Bearbeitet von Adelheid Schmeller-Kitt mit Beiträgen von Friedrich Berg, Clara Prickler-Wassitzky und Hannsjörg Ubl: Dehio-Handbuch. Die Kunstdenkmäler Österreichs. Verlag Anton Schroll, Wien 1976, ISBN 3-7031-0401-5.
- 2. verbesserte Auflage: Wien 1980, ISBN 3-7031-0493-7 (mit wenigen Nachbesserungen innerhalb der gegebenen Seitenaufteilung).
- 3. unveränderte Auflage: Verlag Berger, Horn/Wien 2011, ISBN 978-3-85028-400-4.